# Ana María Rendón
Ana María Rendón Martínez (Medellín, 10 de marzo de 1986) es una deportista colombiana de la especialidad de Tiro con arco que fue campeona panaamericana en Río 2007. Nació en Medellín, Colombia el 10 de marzo de 1986.

## Trayectoria

### Juegos Panamericanos

#### Juegos Panamericanos de 2007
Su participación en los juegos de Río de Janeiro 2007 se destaca por la obtención del oro en la prueba por equipos junto con Natalia Sánchez Echeverri y Sigrid Romero Duque.
- , Medalla de oro: Tiro con Arco equipos femenino
- , Medalla de bronce: Tiro con Arco individual

#### Juegos Olímpicos de 2008
En los Juegos Olímpicos de Pekín, Rendón terminó su ronda de clasificación con un total de 647 puntos, ubicándola en la posición 10 para las finales. En la primera ronda se enfrentó a Elena Tonetta. Ambas arqueras dispararon 106 puntos en el match, pero en la flecha extra de desempate Rendón disparó 10 puntos contra 9 puntos de Tonetta, avanzando así a la siguiente ronda. La segunda ronda la ganó 110-106 contra Miroslava Dagbaeva. En la siguiente ronda disparó solamente 95 puntos, mientras su oponente Khatuna Lorig disparó 107 puntos, por lo tanto Rendón fue eliminada.
Junto con Natalia Sánchez Echeverri y Sigrid Romero formó parte del evento por equipos. Con su puntaje de 647 en la clasificación, combinado con el 643 de Sánchez y el 551 de Romero, el equipo de Colombia estuvo en la posición 10 después del ranking de clasificación. En la primera ronda se enfrentaron al equipo Japonés, pero no pudieron vencerlas. Japón avanzó a cuartos de finales con un puntaje de 206 vs. 199 de las colombianas.

### Juegos Suramericanos

#### Juegos Suramericanos de 2010
Representó a Colombia en los Juegos Suramericanos de 2010, logrando dos preseas de plata.
- , Medalla de plata: Tiro con Arco Recurvo 70m Mujeres
- , Medalla de plata: Tiro con Arco Equipos Mujeres

### Juegos Panamericanos

#### Juegos Panamericanos de 2011
No participó debido a desacuerdos con la Federación de Arqueros de Colombia. De igual forma Natalia Sánchez Echeverri y Sigrid Romero Duque estuvieron fuera de los juegos.

#### Juegos Olímpicos de 2012
Después de la disputa con la Federación Colombiana de Tiro con Arco, las arqueras Ana María Rendón, Natalia Sánchez Echeverri y Sigrid Romero Duque llegaron a un acuerdo con la federación. Eso permitió a Rendón participar en el torneo de clasificación a los juegos olímpicos en su ciudad natal, Medellín. Allí, el 22 de abril de 2012, la paisa logró el tan deseado cupo.
Su participación en los XXX Juegos Olímpicos modernos se confirmó el 19 de junio de 2012 en la tercera etapa de la World Cup en Ogden, Estados Unidos.
En los Juegos Olímpicos de Londres, Rendón debutará el 27 de julio con la clasificación, que determinará su puesto para las eliminatorias.